# Wednesday Morning, 3 A.M.
《Wednesday Morning, 3 A.M.》는 미국의 포크 록 듀오 사이먼 & 가펑클의 데뷔 스튜디오 음반이다. "톰 앤 제리"라는 초기 공연에 이어, 컬럼비아 레코드는 1963년 말에 이 두 사람에 서명했다. 이 음반은 톰 윌슨에 의해 프로듀싱 맡았고 로이 할리가 제작했다. 커버 및 레이블에는 "exciting new sounds in the folk tradition(민속 전통에 새로운 소리를 내는 것)"이라는 부제가 포함되어 있다. 1964년 3월에 녹음된 이 음반은 10월 19일에 발매되었다.
이 음반은 처음에는 성공하지 못했기 때문에 폴 사이먼은 영국 런던으로 옮겨갔고 아트 가펑클은 그의 고향인 뉴욕에 있는 컬럼비아 대학교에서 공부를 계속하다가 1965년 말 사이먼과 재회했다.

## 제작
이 음반은 톰 윌슨이 프로듀싱을 맡았고 1964년 3월 10일에서 31일 사이에 로이 할리가 프로듀싱을 맡았다.
〈Benedictus〉는 오를란도 디 라소의 《미사 옥타비 토니》에서 나온 것으로, 이 미사의 보통을 배경으로 한 르네상스적 배경이다. 라틴어로 이 글은 benedictus qui venit in nomine Domini(KJV: 주님의 이름으로 오신 분이 복되시길). 이 노래는 첼로와 희박한 기타 반주로 두 사람의 음성으로 편곡되어 있다.

## 평가
이 음반은 브리티시 인베이전의 어둠에서 발매되어 처음에는 성공하지 못했다. 이로 인해 폴 사이먼은 잉글랜드로, 아트 가펑클은 뉴욕의 컬럼비아 대학교에서 공부를 계속하게 되었다. 〈The Sound of Silence〉의 성공에 이어 이 음반은 1966년 빌보드 200 차트에서 30위로 정점을 찍었다.

## 곡 목록
| #  | 제목                                     | 작사·작곡                                          | 재생 시간 |
| -- | ---------------------------------------- | -------------------------------------------------- | --------- |
| 1. | 〈You Can Tell the World〉               | 밥 깁슨, 밥 캠프                                   | 2:47      |
| 2. | 〈Last Night I Had the Strangest Dream〉 | 에드 맥커디                                        | 2:11      |
| 3. | 〈Bleecker Street〉                      | 폴 사이먼                                          | 2:44      |
| 4. | 〈Sparrow〉                              | 사이먼                                             | 2:49      |
| 5. | 〈Benedictus〉                           | 오를란도 디 라소 (사이먼, 아트 가펑클에 의해 편곡) | 2:38      |
| 6. | 〈The Sound of Silence〉                 | 사이먼                                             | 3:08      |

| #  | 제목                              | 작사·작곡    | 재생 시간 |
| -- | --------------------------------- | ------------ | --------- |
| 1. | 〈He Was My Brother〉             | 사이먼       | 2:48      |
| 2. | 〈Peggy-O〉                       | 민요, 사이먼 | 2:26      |
| 3. | 〈Go Tell It on the Mountain〉    | 민요, 사이먼 | 2:06      |
| 4. | 〈The Sun Is Burning〉            | 이언 캠벨    | 2:49      |
| 5. | 〈The Times They Are a-Changin'〉 | 밥 딜런      | 2:52      |
| 6. | 〈Wednesday Morning, 3 A.M.〉     | 사이먼       | 2:13      |

## 인증
| 국가                               | 인증 | 판매량/출하량 |
| ---------------------------------- | ---- | ------------- |
| 영국 (BPI)                         | 실버 | 60,000        |
| 판매량+스트리밍을 기반으로 한 인증 |      |               |